# Raffica Carrà
Raffica Carrà è la terza raccolta raccolta ufficiale di Raffaella Carrà, pubblicata e distribuita nel 2007 dall'major discografica Sony Music.

## Il cofanetto
L'anno dopo l'esperienza del programma televisivo Amore, andato in onda nel 2006 e nato da un'idea di Raffaella per sostenere le adozioni a distanza, Rai Trade, in collaborazione con Sony Music, pubblica un cofanetto celebrativo (catalogo 88697210309) composto da un DVD e due Compact disc con tutte le sigle televisive della soubrette.
I box o le confezioni singole dei supporti che recano sulla facciata principale il riquadro con la dicitura 1 DVD + 2 CD, La Carrà in TV, nei vari elenchi delle tracce sul retro o nei libretti interni hanno un errore di stampa che vede ripetuta la canzone Mi spendo tutto come quinta traccia su entrambi i CD, mentre la canzone è fisicamente assente dal secondo (che quindi ha un brano di meno). L'errore è meno frequente negli elenchi delle tracce del DVD, tuttavia è stato corretto (presumibilmente in ristampa) nei contenitori le cui copertine sono prive del riquadro citato.
Il libretto interno contiene una nota con i ringraziamenti di Raffaella.
Il DVD raccoglie 38 tracce video di tutte le sigle televisive di Raffaella in versione rimasterizzata e in ordine cronologico.
I due CD contengono in totale 25 tracce audio delle rispettive sigle video, tutte in italiano ad eccezione di Ballo Ballo e Fatalità che sono in spagnolo (Bailo bailo e Porque el amor).
Il solo DVD è stato distribuito allegato al numero della rivista settimanale TV Sorrisi e Canzoni pubblicato il 5 gennaio 2009.
Il contenuto del box non è mai stato reso disponibile per il download o sulle piattaforme on-line per lo streaming.
La raccolta fu un successo, raggiungendo il picco massimo della quindicesima posizione degli album più venduti in Italia nel 2007 con oltre cinquantamila copie.
Sono inediti i brani in italiano: Carramba! Che fortuna, E allora goal e E' la mia musica, arrangiati da Sergio Dall'Ora; Roba da matti, Vuol dire crescere e Voglia di vivere; in spagnolo Porque el amor pubblicato in origine su un singolo destinato ai mercati latini.

## Tracce
DVD
1. Rumore – Videoclip mix - 1974
2. Assulaié (Mio fratellino a distanza) – Sigla iniziale di Amore - 2006
3. Ma che musica maestro – Sigla iniziale di Canzonissima 1970
4. Chissà se va – Sigla iniziale di Canzonissima 1971
5. Din don dan – Sigla iniziale di Milleluci - 1974
6. Felicità tà tà – Sigla iniziale di Canzonissima 1974
7. Forte forte forte – Sigla iniziale di Adesso musica - 1976
8. Tanti auguri – Sigla iniziale di Ma che sera - 1978
9. Amoa – Sigla finale di Ma che sera - 1978
10. Mi spendo tutto – Sigla iniziale di Millemilioni - 1980
11. E salutala per me – Da Millemilioni, girato a Mosca - 1980
12. A far l'amore comincia tu (Liebelei) – Da Millemilioni, girato a Mosca - 1980
13. Io non vivo senza te – Sigla finale di Millemilioni - 1980
14. Maga Maghella – Da Canzonissima 1971
15. Ballo ballo – Sigla iniziale di FantasticoTre - 1982
16. Fatalità – Sigla iniziale di Pronto, Raffaella? (I ediz.) - 1983
17. Que dolor – Sigla iniziale di Pronto, Raffaella? (I ediz.) - 1984
18. Dolce far niente – Sigla iniziale di Pronto, Raffaella? (II ediz.) - 1984
19. Amico – Ultima sigla iniziale di Pronto, Raffaella? - 1984
20. Bolero – Altra sigla iniziale di Pronto, Raffaella? - 1984
21. Fidati! – Sigla iniziale di Buonasera Raffaella - 1985
22. Bacio – Sigla iniziale di Buonasera Raffaella, girata negli USA - 1985
23. Bellissimo – Sigla finale di Buonasera Raffaella - 1985
24. Curiosità – Sigla iniziale di Domenica in (XI ediz.) - 1986
25. 1,2,3,4, Dancing – Sigla iniziale di Raffaella Carrà Show - 1988
26. Voglio tutto, soprattutto te – Sigla iniziale di Il principe azzurro - 1989
27. Voglia di vivere – Sigla iniziale di Raffaella Venerdì, Sabato e Domenica... E saranno famosi - 1990
28. Inviato speciale – Sigla iniziale del sabato di Ricomincio da due (II ediz.) - 1991
29. Ballando soca dance – Sigla iniziale della domenica di Ricomincio da due (II ediz.) - 1991
30. Scranda la mela – Sigla iniziale di Fantastico 12 - 1991
31. Carramba! Che sorpresa – Sigla iniziale di Carràmba! Che sorpresa (I, II, III ediz.) - 1995, 1996 e 1998
32. Carramba! Che fortuna – Sigla iniziale di Carràmba! Che fortuna (I e II ediz.) - 1998 e 1999
33. E allora goal – Sigla iniziale di Carràmba! Che fortuna (III ediz.) - 2000
34. È la mia musica – Sigla iniziale del 51º Festival di Sanremo - 2001
35. Roba da matti – Sigla iniziale di Carràmba! Che sorpresa (IV ediz.) - 2002
36. Vuol dire crescere – Sigla iniziale di Sogni - 2004
37. Buon Natale – Sigla iniziale periodo di Natale di Buonasera Raffaella - 1985
38. Raff Shaking (motivo di sottofondo del menu DVD) – Balletto da Starlight Express in Buonasera Raffaella - 1985

CD 1
1. Ma che musica maestro (testo: Sergio Paolini, Stelio Silvestri – musica: Franco Pisano) – 1970
2. Chissà se va (testo: Castellano e Pipolo[7] – musica: Franco Pisano) – 1971
3. Felicità tà tà (testo: Gianni Boncompagni, Dino Verde – musica: Gianni Boncompagni, Paolo Ormi) – 1974
4. Tanti auguri (testo: Gianni Boncompagni, Daniele Pace – musica: Gianni Boncompagni, Paolo Ormi) – 1978
5. Mi spendo tutto (testo: Gianni Belfiore – musica: Gianni Boncompagni, Paolo Ormi) – 1979
6. Bailo bailo (Ballo ballo) (testo: Ignacio Ballesteros – musica: Gianni Boncompagni, Franco Bracardi) – 1982
7. Porque el amor (Fatalità) (testo: Ignacio Ballesteros, Miguel Blasco – musica: Franco Bracardi) – Inedito, 1983
8. Dolce far niente (testo: Gianni Boncompagni, Giancarlo Magalli – musica: Gonzalo Benavides) – 1985
9. Amico (testo: Gianni Boncompagni, Giancarlo Magalli – musica: Danilo Vaona) – 1985
10. Bolero (testo: Gianni Boncompagni, Giancarlo Magalli – musica: Danilo Vaona) – 1985
11. Fidati! (Francesco e Vanni Boccuzzi, Danilo Vaona) – 1985
12. Bacio (Canta) (testo: Alberto Testa – musica: Joseph Mele, Christian De Walden, Roland Vincent, Anahi Van Zandweghe) – 1985
13. Bellissimo (Francesco e Vanni Boccuzzi, Danilo Vaona) – 1985

CD 2
1. Curiosità (testo: Alberto Testa – musica: Danilo Vaona) – 1986
2. 1,2,3,4, Dancing (testo: Susan Duncan Smith – musica: Danilo Vaona) – 1988
3. Voglia di vivere (Guido Maria Ferilli) – Inedito, 1989
4. Inviato speciale (testo: Yokar, Maskva[8] – musica: Gianni Bella) – 1990
5. Scranda la mela (testo: Andrea Lo Vecchio, Maskva[9] – musica: Danilo Vaona) – 1992
6. Carramba! Che sorpresa (testo: Alberto Testa – musica: Sergio Dall'Ora) – 1996
7. Carramba! Che fortuna (testo: Raffaella Carrà – musica: Sergio Dall'Ora) – Inedito, 1998
8. E allora goal (testo: Raffaella Carrà – musica: Sergio Dall'Ora) – Inedito, 2002
9. È la mia musica (testo: Raffaella Carrà – musica: Sergio Dall'Ora) – Inedito, 2001
10. Roba da matti (testo: Raffaella Carrà – musica: Sergio Dall'Ora, Gianfranco Lombardi) – Inedito, 2000
11. Vuol dire crescere (testo: Antonello Venditti – musica: Fabrizio Baldoni, Giuseppe Carella, Gino De Stefani) – Inedito, 2004
12. Buon Natale (testo: Daiano[10] – musica: Angelo Valsiglio) – 1985

NOTA: di ciascun brano i due CD contengono la traccia audio corrispondente alla registrazione video sul DVD, che per le versioni edite risulta diversa da quella originale della canzone presente sui vari supporti a cui rimanda il Wiki Link inserito nella template.

## Classifiche
| Classifica (2007) | Posizione massima |
| ----------------- | ----------------- |
| Italia            | 15                |